# Dirección General de Estudios y Documentación
La Dirección General de Estudios y Documentación o DGED (En francés: Direction générale des études et de la documentation) es el servicio de inteligencia exterior marroquí. Cuenta con un presupuesto que oscila entre los 10 000 millones de dirhams.
El DGED es dependiente de las Fuerzas Armadas y está estructurado en:
- Oficina de Dirección
- Administración Central
- Representaciones Exteriores

Estos tres departamentos están dirigidos por el director general Yassin Mansouri
El DGED cuenta con alrededor de 4.000 agentes repartidos generalmente por África, Asia y Europa, de los cuales únicamente 1.600 son civiles, siendo el resto militares. La casi absoluta mayoría de sus miembros son hombres, siendo mujeres tan solo el 5% de sus agentes.
33°55′19″N 6°49′23″O / 33.92194, -6.82306